# Крістіан Меллер
Крі́стіан Ме́ллер (дан. Christian Møller; 22 грудня 1904, Гундслев, Альс — 14 січня 1980, Ордруп, Гентофте) — данський фізик-математик, який зробив фундаментальні внески у теорію відносності, теорію гравітації та квантову хімію. Член Данської королівської академії наук, Леопольдини, кавалер Ордена Данеброга. 

## Життєпис та наукова діяльність
Крістіан Меллер народився 22 грудня 1904 року в містечку Гундслев, що на острові Альс, розташованому в Балтійському морі на схід від Ютладського півострова, у родині гуртового торгівця Йоргена Меллера (1875—1953) і Марі Теркельсен (1880—1905). З 1871 по 1920 рік острів Альс належав Німецькій імперії, хоча більшість населення становили данці. Це підтвердилося референдумом 1920 року, коли більшість мешканців острова проголосували за повернення до Данії, і він став належати Данії. Так що Крістіан розпочинав свою середню освіту в німецькій школі, а закінчував у данській школі — Державній школі Сендерборга (дан. Sønderborg Statsskole). У гімназії він отримав добрі базові знання з математики, вивчаючи зокрема диференціальне числення та інтегрування, аналітичну геометрію, початки теорії чисел. Натомість гімназія не давала такого рівня знань з фізики (механіка, трохи теорії тепла, електрики), ще менше уваги надавалося хімії, астрономії. Ці навчальні дисципліни не були підкріплені ґрунтовними програмами, забезпечені фаховими викладачами та підручниками.
У Копенгагенському університеті, до якого він поступив у 1923 році, протягом двох-трьох років Крістіан поглиблював свої знання саме з цих дисциплін: математики, фізики, хімії та астрономії. На початку навчання він коливався у виборі напряму спеціалізації між математикою та фізикою. Його не приваблювала ідея стати шкільним учителем. Спочатку він замислювався над вибором інженерної спеціальності, бо вона давала кращі перспективи працевлаштування. Та приблизно через півтора року після вступу в університет він остаточно визначився зі своїм майбутнім фахом — ним мала стати теоретична фізика. До цього рішення його підштовхнуло захоплення термодинамікою, яку викладав професор Е. С. Йогансен. Він був добрим учителем, який зміг показати Крістіану, як з допомогою математичного апарату можна проводити обчислення процесів у природі, зокрема встановлювати співвідношення між термодинамічними величинами.
Період навчання Крістіана збігся з інтенсивним розвитком фізики, визначальними відкриттями й виникненням нових галузей фізики, зокрема квантової механіки. В університеті він потрапив у середовище видатних фізиків цього періоду, мав можливість вчитися у них та спілкуватися з ними. Так, хоча Нільс Бор не читав жодних лекцій Крістіану, вони випадково зустрілися у вересні 1926 року в бібліотеці, де Кристіан вивчав статтю Айнштайна 1916 року із загальної теорії відносності. Бор, побачивши в руках Крістіана цю статтю, розпочав приватну бесіду з ним про її важливість. На завершення розмови Бор порадив вивчати квантову механіку, яка може прояснити багато фізичних проблем набагато глибше, ніж теорія відносності. Кристіан прислухався до поради й перейшов у цьому ж році в Інститут теоретичної фізики Нільса Бора. Там він брав участь у студентських колоквіумах, які організовував Бор. На колоквіум Бор задавав тему з наукової статті, а студент мав вивчити статтю і потім виступити з її аналізом. Оскільки в групі було мало студентів (до п'яти), то, наприклад, Крістіану за період навчання довелося провести близько 5 колоквіумів. В інституті він слухав лекції Оскара Кляйна та Вернера Гейзенберга, а під час літніх семестрів 1926 року в Гамбурзі він прослухав лекції з теорії відносності Вольфганга Паулі, 1928 року в Берліні — Ервіна Шредінгера та Альберта Айнштайна. Під час семінарів та наукових конференцій, які організовував Бор, Меллер міг слухати дискусії та спілкуватися з ними, познайомитися з Еренфестом, Ландау, Гамовим та іншими видатними фізиками.
1929 року він здобув ступінь магістра наук (англ. Master of Science) з фізики в Копенгагенському університеті, отримав золоту медаль університету за відповідь на призове завдання з аналогії між геометричною оптикою та механікою і розпочав роботу в інституті Нільса Бора, де з 1931 року був призначений науковим асистентом (англ. scientific assistant).
20 червня 1931 року Крістіан Меллер одружився в Соллероді з Еллою Кірстен Педерсен (1901—1984), донькою службовця залізничної компанії Danske Statsbaner Ганса Педерсена (1875-1962) і Камілли Крістенсен (1874-1956).
1932 року він захистив дисертацію на тему «З теорії проходження швидких електронів крізь речовину» (нім. Zur Theorie des Durchgangs schneller Elektronen durch Materie) в Копенгагенському університеті й здобув ступінь доктора філософії. Після захисту дисертації став в інституті Нільса Бора з 1933 року доцентом, з 1940 року — асоційованим професором (англ. associate professor) з математичної фізики, а з 1943 року — екстраординарним професором з тієї ж навчальної дисципліни. Упродовж усієї своєї кар'єри Меллер був пов'язаний з Інститутом Нільса Бора в Копенгагені й залишався професором інституту аж до виходу на пенсію, попри на численні пропозиції роботи в закордонних університетах.
У 1934—1935 роках як стипендіат фонду Рокфеллера Меллер стажувався в Кембриджському університеті та Римському університеті ла Сап'єнца. У Римі він працював у групі Енріко Фермі.

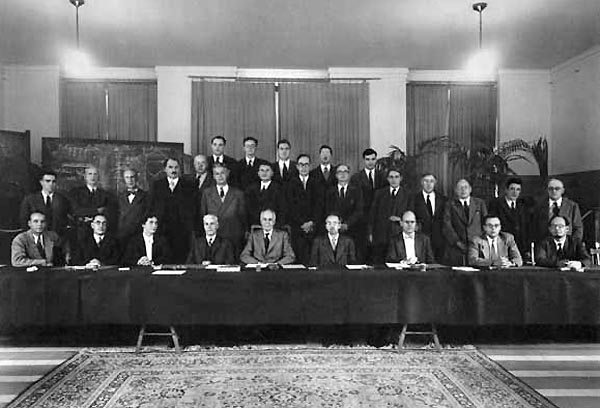
Учасники Дев'ятого Сольвеєвського конгресу з фізики в Брюсселі, 1951. Зліва направо:
сидять: Крусарро, Норман Аллен, Івет Кошуа, Борілієс, Лоуренс Бреґґ, Крістіан Меллер, Фредерік Сайтц, Герберт Голломон, Фредерік Франк;
середній ряд: Герхард Ратенау, Костер, Ерік Рудберґ, Фламаш, Ґош, Ґровен, Еґон Орован, Ян Бюрґерс, Вільям Шоклі, Андре Ґіньє, Ч. С. Сміт, Ульріх Делінґер, Лаваль, Еміль Генріот;
верхній ряд: Ґаспар, Ломер, Алан Коттрелл, Джордж Хомс, Губерт Кур'єн

Основні етапи подальшої науково-адміністративної діяльності Крістіана Меллера:
- 1943 року обраний членом Данської королівської академії наук, де з 1959 року аж до смерті сумлінно та із задоволенням виконував функції Секретаря академії.
- 1947—1948 рр. був деканом факультету природничих наук Копенгагенського університету.
- З 1948 року Крістіан Меллер став членом наукового комітету Міжнародного Сольвеєвського Інституту фізики та хімії в Брюсселі й учасником Восьмого Сольвеєвського конгресу з фізики 1948 року; 1967 року очолив Чотирнадцятий Сольвеєвський конгрес на тему «Фундаментальні проблеми фізики елементарних частинок».
- З 1954 по 1957 рік Меллер був директором групи теоретичних досліджень Європейської організації з ядерних досліджень (CERN), пізніше — членом Комітету з наукової політики цієї ж організації (1959—1972).
- 1957—1971 рр. — директор Північного інституту теоретичної фізики (англ. Nordic Institute for Theoretical Physics, NORDITA)[15].
- 1958 р. — член Міжнародного комітету з гравітації та відносності, його президент з 1971 р.
- 1961—1972 рр. — член правління Фонду Раска-Орстеда — державного фонду, діяльність якого була спрямована на підтримку участі Данії в міжнародній дослідницькій співпраці.
- 1968 р. — доктор філософії в Академії Обу.

Протягом коротших і триваліших періодів він був запрошеним дослідником чи лектором в університетах багатьох країн: Нідерландів, Німеччини, Франції, США (1948—1949 рр., 1957—1958 рр. і 1964 р.), Індії (1950—1951 рр.), Японії (1953 р. і 1965 р.), як Лоренц-професор, стипендіат в Лейденському університеті (1966 р.), Гаусс-професор, стипендіат в Геттінгенському університеті (1968 р.).
1975 року Крістіан Меллер вийшов на пенсію.
Студенти, колеги та друзі поважали й цінували професора Меллера за його професійність, знання та вміння поділитися ними, людяність, почуття дружнього гумору. Його лекції характеризувались ретельною підготовкою, логічною ясністю та глибоким фізичним проникненням, іноді пов'язаним з оригінальним внеском у теми, з яких він читав лекції. Разом з тим Меллер цінував спокійну атмосферу навколо себе, коли проводив дослідження, готувався до лекцій тощо.
У повній біографії Крістіана Меллера «Від квантів до гравітації» авторства Гелге Краха було підкреслено:

| Меллер спілкувався з розгалуженою мережею фізиків, включаючи таких світил, як Нільс Бор, Вернер Гейзенберг та Поль Дірак, тому його життя та кар’єра відображають основні події в міжнародній теоретичній фізиці протягом цього періоду Оригінальний текст (англ.) Møller interacted with an extensive network of physicists including luminaries such as Niels Bohr, Werner Heisenberg, and Paul Dirac, and for this reason his life and career reflect major developments in international theoretical physics throughout the period. |
| |

Помер Крістіан Меллер 14 січня 1980 року в Ордрупі, похований на цвинтарі парафії Ведбек в муніципалітеті Соллерод.

## Наукові здобутки
Наукові дослідження Меллера стосуються як атомної фізики, так і теорії відносності, що вже було зрозуміло в докторській дисертації щодо зіткнень між релятивістськими електронами, і результати яких мали тривалу цінність у майбутньому розвитку.

### Розсіювання Меллера
1932 року Крістіан Меллер опублікував статтю, у якій сформулював квантову теорію релятивістського електрон-електронного розсіювання — явища, яке полягає в малоенергетичному розсіюванні при взаємодії двох електронів і яке було назване розсіюванням Меллера. У квантовій електродинаміці розсіювання Меллера формує теоретичну основу багатьох відомих фізичних явищ.

### Теорія збурень Меллера-Плессета
Теорія збурень Меллера-Плессета, представлена в 1934 році Меллером разом з американським фізиком Мілтоном Плессетом (англ. Milton Plesset), була удосконаленням методу Гартрі-Фока, який був одним зі способів теоретичного дослідження багатоелектронних атомів. Використавши теорію Гартрі-Фока як відправний пункт, автори додали не враховане збурення другого порядку, зумовлене електрон-електронною взаємодією. Стаття Меллера і Плессета була переважно математичною, без вказівок на ті сфери фізики та хімії, до яких теорія може застосовуватися.
На початках теорія Меллера-Плессета була знехтувана, вона стала відігравати важливішу роль у пізніших дослідженнях. Як показує кількість цитувань статті протягом тривалого періоду теорія Меллера-Плессета ігнорувалася, оскільки в центрі уваги квантових хіміків у той час були варіаційні методи. Протягом 1930-х років стаття отримала лише 5 цитувань, до 1962 року їх загальна кількість зросла до 22. Проте, приблизно з 1980 року — року смерті Меллера — дотепер загальна кількість цитувань статті Меллера й Плессета за даними Google Scholar зросла приблизно до 16 600. Звичайно, при оцінці росту цитувань потрібно враховувати загальне зростання кількості публікацій у цей період. Зацікавлення теорією Меллера-Плессета збільшилося, коли для розв'язування задач квантової хімії почали застосовувати комп'ютерну техніку. Теорію збурень як інструмент в теоретичній хімії було відкрито заново, і безперервний інтенсивний розвиток її іншими вченими мав і матиме істотний вплив на інші квантово-хімічні методи. У своїй Нобелівській лекції 1998 року британський хімік-теоретик Джон Попл, якому була присуджена Нобелівська премія за розробку обчислювальних методів квантової хімії, оцінив теорію Меллера-Плессета як важливий крок в історії комп'ютерної хімії.

### Загальна теорія відносності
З початку 1950-х рр. у своїй науковій роботі Меллер дедалі більше зосереджувався на загальній теорії відносності, в яку він зробив значний внесок і з якої він став міжнародно визнаним експертом. Концептуальне ядро загальної теорії відносності, з якого випливає більшість її висновків — це принцип еквівалентності, який постулює, що гравітація та прискорення — це еквівалентні фізичні явища. Його авторитетний підручник «Теорія відносності» 1952 року (нове видання 1972 року) відіграв важливу роль у ренесансі загальної теорії відносності й став базовою працею з теорії відносності.
1961 року Меллер сформулював тетрадну теорію гравітації, як узагальнення загальної теорії відносності за умови, що гравітаційні змінні є чотиривекторами (тетрадами), з яких повністю визначається метричний тензор. У своїх роботах він показав, що тетрадний опис гравітаційних полів дозволяє раціональніше трактувати комплекс енергії-імпульсу, ніж у теорії, заснованій на метричному тензорі. Перевага використання тетрад як гравітаційних змінних була пов'язана з тим, що це дозволило побудувати вирази для комплексу енергія-імпульс, які мали задовільніші властивості перетворення, ніж у чисто метричному формулюванні.

### Інші внески
Крім цих напрямків наукової роботи Меллер зробив вагомі внески в теорію бета-радіоактивності, працюючи в Римі в групі Енріко Фермі, коли той опублікував дуже вдалу модель бета-розпаду за участі нейтрино; в мезонну теорію ядерних сил, опублікувавши декілька робіт у період з 1939 по 1946 рр., зокрема, коли він працював з Леоном Розенфельдом над польовою теорією мезонів.
У 1945—1946 роках він зробив вагомий внесок у розвиток та розуміння теорії матриці розсіювання — S-матриці (оператор, який перетворює функцію хвилі, яка падає, на функцію розсіяної хвилі), яку в 1942—1944 роках активно розробляв Вернер Гейзенберг.
Численні статті Крістіана Меллера опубліковані у передових наукових журналах з проблем атомної фізики й теорії відносності. Він є також автором статей і книг про історичний розвиток фізики, хімії, космології та науки в цілому.
Меллер був членом редакційних колегій журналів Nuclear Physics (1954—1969), Interscience Monographs (1958), Nuovo Cimento (1960) та Annales de l'Institut Henri Poincaré (1963).
В архіві Нільса Бора в Інституті Нільса Бора Копенгагенського університету зберігаються рукописи, листування та друковані статті Крістіана Меллера. Листування, як наукове, так і адміністративне відображає участь Меллера в дослідницькій, викладацькій роботі та роботі в складі наукових комітетів. Листування (1928—1932) з Гансом Бете, Максом Дельбрюком, Гейзенбергом і Невіллом Моттом стосується тези Меллера про проходження швидких електронів через речовину. Кореспонденція містить також листування (1952—1955) з Вольфгангом Паулі в теці під назвою «Теорія конвергентних мезонів». У різні періоди серед кореспондентів Меллера  були також: Фелікс Блох, Макс Борн, Енріко Фермі, Ральф Фаулер, Отто Роберт Фріш, Георг Гамов, Вернер Гейзенберг, Фредерік Жоліо-Кюрі, Паскуаль Йордан, Ніколас Кеммер, Оскар Кляйн, Гендрік Крамерс, Невілл Френсіс Мотт, Роберт Оппенгеймер, Вольфганг Паулі, Рудольф Пайєрлс, Леон Розенфельд, Віктор Фредерік Вайскопф, Джон Арчибальд Вілер, Хідекі Юкава та інші видатні науковці.

### Список фізичних термінів, пов'язаних з ім'ям Меллера
- Меллерівське розсіяння — процес пружного розсіювання електрона на електроні, що описується найнижчим порядком теорії збурень у квантовій електродинаміці.
- Теорія збурень Меллера — Плессета.
- Тетрадна теорія гравітації Меллера.
- Швидкість Меллера — релятивістська відносна швидкість розсіювання при зіткненні частинок, визначена за уточненою Кристіаном Меллером формулою у 1945 році[25]. Термін «швидкість Меллера» застосовується в літературі зі статистичної фізики та чорних дір.
- Координати Меллера або координати Коттлера-Меллера — гіперболічні координати, які використовують в контексті спеціальної теорії відносності для опису гіперболічного прискорення системи відліку в пласкому просторі-часі[26].

## Відзначення наукових досягнень
За наукові досягнення Крістіан Меллер був обраний членом:
- Данської королівської академії наук (1943);
- Королівського шведського фізикографічного товариства в Лунді (швед. Kungliga Fysiografiska Sällskapet i Lund) (1959);
- Королівського норвезького товариства наук в Тронгеймі (норв. Det Kongelige Norske Videnskabers Selskab) (1959);
- Норвезької академії наук (1963);
- Леопольдини (1972).

Нагороди:
- Кавалер Ордена Данеброга (1952);
- Кавалер 1-го ступеня Ордена Данеброга (1960);
- Медаль Оле Ремера (1966) — медаль була заснована муніципалітетом Копенгагена 25 вересня 1944 року з нагоди 300-річчя від дня народження всесвітньо відомого астронома Оле Ремера. Медаль спільно присуджують Копенгагенський університет та муніципалітет Копенгагена;
- Золота медаль Г. К. Ерстеда (1970) — медаль данського Товариства поширення природничих наук.

## Вибрані праці
- Christian Møller, Ebbe Rasmussen. The world and the atom. — Van Nostrand, 1940. — 199 p.
- C. Møller, L. Rosenfeld. On the field theory of nuclear forces // Det Kgl . Danske Videnskabernes Selskab. Mathematisk-fysiske Meddelelser. — 1940. — Т. XVII, вип. 8 (9 липня). — С. 1—72.
- International School of Physics "Enrico Fermi". C. Møller (Editor). Evidence for gravitational theories. — Società italiana di fisica. — Academic Press, 1962, 1963.
- Christian Møller. Relativistic Thermodynamics: A Strange Incident in the History of Physics. — Munksgaard, 1967. — 27 p.
- Møller, C. The theory of relativity. — Oxford : Clarendon Press, 1972. — 409 p.
- Christian Møller. A study in gravitational collapse. — Kobenhavn : Munksgaard, 1975. — 30 p.
- Christian Møller. On the crisis in the theory of gravitation and a possible solution // K. Dan. Vidensk. Selsk., Mat.-Fys. Medd.. — 1978. — Т. 39, вип. 13 (9 липня). — С. 1—31.